# Chlorestes
Chlorestes é um gênero de aves apodiformes pertencente à família dos troquilídeos, que inclui os beija-flores. Este gênero originalmente era um monotipo, que incluía o beija-flor-de-garganta-azul, porém após uma série de revisões genéticas e de sistemática, seriam movidas quatro espécies para este gênero, que atualmente possui um total de cinco espécies: sendo estes o beija-flor-de-barriga-azul, o beija-flor-roxo, a safira-de-garganta-azul e o beija-flor-cândido. Inicialmente classificadas dentro de seus próprios gêneros monotípicos, Hylocharis e Amazilia, estes beija-flores se distribuem desde o sudeste do México, nos estados de Chiapas e Oaxaca, seguindo pela maioria do território centro-americano, indo por Belize, Guatemala, Honduras, Costa Rica, Panamá, El Salvador e Nicarágua, onde se segue pelo norte ao centro-sul da América do Sul, onde se distribui desde a Colômbia, Venezuela, nas Guianas, que inclui desde o Suriname a Guiana Francesa, em qualquer uma das regiões brasileiras, Bolívia, Peru e, mais raramente, no Equador. Habitando principalmente as florestas tropicais e subtropicais úmidas, florestas nubladas e florestas secundárias e altamente degradadas nas proximidades, sendo encontradas em bordas, interior e clareiras de florestas.
As cinco espécies reconhecidas dentro deste gênero se encontram classificadas dentre as "espécies pouco preocupantes" conforme a Lista Vermelha da União Internacional para a Conservação da Natureza, embora algumas espécies estejam observando uma diminuição na quantidade indivíduos, ainda, muitas espécies mostraram estabilidade em sua população. Estas aves estão entre uma minoria que abrange as espécies de beija-flor com distribuição no hemisfério norte e no hemisfério sul. Os representantes destas espécies se caracterizam pelo dimorfismo sexual acentuado.

## Descrição
Estes beija-flores possuem uma média de tamanho entre sete aos onze centímetros de comprimento, que é medido a partir da extremidade do bico até as penas caudais, onde os machos, geralmente, exibem cauda e asas ligeiramente mais compridas, o que resulta nas fêmeas serem menores que os machos. Em relação à massa corporal, a diferença se mostra quase mínima, com seu peso total variando entre 2,9 aos 4,3 gramas quando em idade adulta. Estas aves exibem as características comuns aos beija-flores típicos, com os machos exibindo uma mancha branca atrás dos olhos e as fêmeas uma linha fina abaixo dos olhos. Nos machos, os bicos são rosados ou coral em sua maioria, apresentando uma mancha enegrecida nas pontas ou, alternativamente sendo majoritariamente pretos, com apenas a mandíbula sendo rosada, com exceção das pontas, que também são negras, em contraste com o bico das fêmeas, que é totalmente negro. O dimorfismo sexual se mostra bastante significativo neste gênero, onde os machos exibem plumagem a índigo, púrpura ou ciano. Os pés e as íris dos olhos são castanho-escuros. As penas possuem coloração esverdeada e brilhante na maior parte das partes superiores, ou, na maioria das fêmeas, castanho-claro acinzentado com manchas esverdeadas por todo o corpo. A cauda, composta por dez grandes penas, é de cor verde-metálica ou, ainda, bronzeada e metálica. Nos pares centrais de penas, a tonalidade torna-se mais escura, podendo ser sépia ou preto. Os machos organizam-se em leks, apresentando grandes variações nas vocalizações de acordo com cada lek. Geralmente, os juvenis se assemelham com as fêmeas, desenvolvendo a plumagem dos adultos após cerca de um ano. Nas partes inferiores do corpo, exibe plumagem mais amarronzada. O beija-flor-cândido se distingue por seu peito e abdômen branco, a safira-de-garganta-azul se distingue pela sua garganta azul-cobalto, enquanto o beija-flor-de-garganta-azul mostra plumagem azul-claro a ciano, ao que o beija-flor-roxo se destaca pela plumagem iridescente azul-púrpura, que aparenta roxa, próxima da região inferior do abdômen.

## Distribuição e habitat
Estes beija-flores se distribuem por quase a totalidade do continente americano, desde a extremidade sul norte-americana seguindo por quase toda a América Central e continuam até o centro-sul sul-americano, se isolando nas regiões entre os trópicos de câncer e capricórnio, não se distribuindo pelas partes mais frias do continente, como o sul do Alasca e do Canadá, ou na Argentina e Chile pela região da Terra do Fogo. Sua espécie mais conhecida também se distribui nas ilhas do arquipélago de Trindade e Tobago e em mais ilhas adjacentes. Chlorestes candida se trata da espécie com distribuição mais ao norte, exclusivamente na região logo abaixo do neoártico, nos estados mexicanos de Chiapas, Iucatã e Tabasco, San Luis Potosí e Oaxaca, onde segue ao leste por Belize, se distribuindo pela totalidade do país, localizado na encosta caribenha, bem como na Guatemala, Honduras ao nordeste da Nicarágua. Chlorestes eliciae se distribui desde o sul do México, seguindo pelos países centro-americano até a Costa Rica, onde continua ao oeste do Panamá até, mesmo que raramente, em Chocó, na Colômbia. Chlorestes cyanus, entretanto, inicia sua distribuição entre a região caribenha da Colômbia e as regiões Zuliana, dos Andes e centro-oeste e, depois, disjuntamente, ainda pelo território venezuelano, nas regiões Capital e Central. Uma outra e amplamente distribuída população se distribui desde o centro ao sudeste venezuelanos, onde passa pelas Guianas, dentro da região amazônica do continente, que inclui as regiões norte e centro-oeste do Brasil e partes do nordeste, bem como leste da Colômbia e norte da Bolívia; há, ainda, mais duas populações endêmicas do Brasil, uma exclusiva entre as vegetações da Mata Atlântica e da Mata de Araucárias, na região sul do Brasil; e outra na vegetação litorânea, desde o sul paraibano ao nordeste do estado de São Paulo. Por sua vez, Chlorestes julie se mostra uma espécie mais caribenha e pacífica, indo desde o centro ao sul do Panamá, onde segue pela fronteira com a Colômbia e, depois, disjuntamente, distribui-se exclusivamente pelo oeste do Equador. Chlorestes notata se distribui uniformemente desde o norte da Colômbia, seguindo através da Venezuela central, inclusive nos Andes venezuelanos, chegando até as ilhas de Trindade e Tobago e, mais ao sul, pelas Guiana, Suriname e Guiana Francesa, onde segue pela região amazônica brasileira e nos litorais nordestino e sudestino e, através da Amazônia, segue ao sul colombiano, norte e centro do Peru e ao leste do Equador.

## Sistemática e taxonomia
Este gênero foi introduzido originalmente como uma proposta do ornitólogo e botânico alemão, Heinrich Gottlieb Ludwig Reichenbach, e publicado em 1854 pelo periódico zoológico Jornal für Ornithologie, como uma espécie de monotipo para descrever a espécie Chlorestes notata, descrita primeiramente no final do século XVIII, em 1793, pelo naturalista alemão e professor universitário, Gottfried Christian Reich. Conforme descrito pelo naturalista, a localidade-tipo onde foi encontrado este espécime original, um macho adulto, foi na Caiena, dentro do território ultramarino francês da Guiana Francesa. Gottfried, em sua descrição, descreve a ave como tendo cores vibrantes e agrupa-a dentro do grupo Picae, que incluía apodiformes, psitacídeos, passeriformes, entre outros, antes de sofrer uma série de desmembramentos. Posteriormente, seria descrito em 1818, pelo pesquisador francês Louis Jean Pierre Vieillot, a espécie Chlorestes cyanus. Anteriormente a introdução do gênero, estas espécies seriam agrupadas dentro de Trochilus, Hylocharis, ou no caso da espécie Chlorestes julie, dentro de gêneros monotípicos, como Damophila e Juliamyia, com a sinonímia júnior Neodamophila sendo adicionada em 2008. O nome deste gênero, Chlorestes, deriva da aglutinação de dois termos na língua grega antiga, sendo estes: χλωρος, khlōros, que significa literalmente "verde", adicionado de εσθης, esthēs, ou εσθητος, esthētos, significando algo como "roupa, roupagem".
Em 2014, foi publicado um estudo sobre a filogenética molecular dos beija-flores, que mostrou uma série de evidências de que as espécies Amazilia candida, Hylocharis eliciae, Hylocharis cyanus e Juliamyia julie estavam incluídos dentro do grupo de Chlorestes notata, ocasionando em mudanças na nomenclatura, onde as primeiras quatro espécies são movidas para Chlorestes, pois este possui prioridade sobre os outros gêneros. Inicialmente, o primeiro grupo, Amazilia, possuía cerca de 30 espécies, porém, após a publicação desses estudos, o número de táxons diretamente subordinados diminuiu para cinco. Este outro grupo, Hylocharis, apresenta quatro espécies reconhecidas e, adicionalmente, uma espécie que não é reconhecida pela maioria dos identificadores, sendo provavelmente um híbrido, Hylocharis pyropygia.

### Espécies[4][5]
- Chlorestes candida (Bourcier & Mulsant, 1846), beija-flor-cândido — pode ser encontrada no sudeste mexicano, de clima tropical úmido, na região da Península de Iucatã, depois na encosta caribenha, até Belize, Nicarágua e Guatemala
  - Chlorestes candida candida (Bourcier & Mulsant, 1846) — pode ser encontrado desde a Península de Iucatã, ao sudeste mexicano, até Belize e Nicarágua
  - Chlorestes candida genini (Meise, 1938) — pode ser encontrado pela encosta caribenha ao sudeste do México
  - Chlorestes candida pacifica (Griscom, 1929) — pode ser encontrado desde a encosta pacífica no estado de Chiapas, no sudeste do México ao sul da Guatemala
- Chlorestes eliciae (Bourcier & Mulsant, 1846), safira-de-garganta-azul — pode ser encontrado nas planícies ao sudeste do México, ao oeste panamenho, na região da ilha Coiba, passando pelo golfo do Panamá, ao noroeste da Colômbia
  - Chlorestes eliciae eliciae (Bourcier & Mulsant, 1846) — pode ser encontrada desde as planícies do sudeste do México e do Belize ao sul da Costa Rica
  - Chlorestes eliciae earina (Wetmore, 1967) — pode ser encontrado na ilha Coiba, ao oeste do Panamá, e em outras ilhas do Golfo do Panamá ao noroeste da Colômbia
- Chlorestes cyanus (Vieillot, 1818), beija-flor-roxo — pode ser encontrado desde o oeste da Venezuela, seguindo ao norte e centro da Colômbia, seguindo pelas Guianas, em todas as regiões do Brasil, leste da Bolívia e norte do Paraguai
  - Chlorestes cyanus cyanus (Vieillot, 1818) — pode ser encontrado no litoral das regiões nordeste e sudeste do Brasil, desde Pernambuco ao Rio de Janeiro
  - Chlorestes cyanus viridiventris (Berlepsch, 1880) — pode ser encontrado desde a Colômbia ao leste, nas Guianas, sul da Venezuela e norte do Brasil
  - Chlorestes cyanus rostrata (Boucard, 1895) — pode ser encontrada desde o Peru oriental ao nordeste da Bolívia e no Mato Grosso, ao  brasileiro
  - Chlorestes cyanus conversa (Zimmer, 1950) — pode ser encontrado desde a Bolívia oriental ao norte do Paraguai e no estado do Mato Grosso do Sul no sudoeste brasileiro
  - Chlorestes cyanus griseiventris (Grantsau, 1988) — pode ser encontrado desde o litoral sudoeste do Brasil no estado de São Paulo ao nordeste da Argentina em Buenos Aires
- Chlorestes julie (Bourcier, 1842), beija-flor-de-barriga-azul — pode ser encontrado desde o leste da província de Darién, no Panamá, seguindo pelas florestas tropicais úmidas da Colômbia, seguindo ao oeste do Equador e extremo noroeste do Peru
  - Chlorestes julie julie (Bourcier, 1842) — pode ser encontrado na região de clima tropical da Colômbia
  - Chlorestes julie panamensis (Berlepsch, 1880) — pode ser encontrado desde as florestas tropicais úmidas da província de Darién no Panamá
  - Chlorestes julie feliciana (Lesson, 1844) — pode ser encontrado desde o sudoeste tropical da Colômbia ao oeste do Equador e extremo noroeste do Peru
- Chlorestes notata (Reich, 1793) beija-flor-de-garganta-azul — pode ser encontrado desde o norte da Colômbia e ao oeste da Venezuela, separadamente nas ilhas de Trindade e Tobago, depois na Guiana, Guiana Francesa e Suriname, seguindo ao oeste do Brasil e no litoral nordeste e sudeste, e ao noroeste do Peru
  - Chlorestes notata notata (Reich, 1793) — pode ser encontrado desde o norte da Colômbia ao sul da Venezuela, Trindade e Tobago, Guianas e Brasil oriental
  - Chlorestes notata puruensis (Riley, 1913) — pode ser encontrado ao sudeste da Colômbia ao nordeste do Peru e noroeste do Brasil

### Espécies hipotéticas e duvidosas[24]
- Chlorestes subcaerulea (Elliot, 1874), safira-de-elliot — pode ser encontrado desde o norte colombiano, seguindo a Venezuela, Trindade e Tobago, nas Guianas e na região norte do Brasil; comumente considerado um sinônimo de Chlorestes notata notata